# 脫因納
脫因納（طوینه、ṭūīnah，13世纪—1328年），元朝将领，钦察答答儿部（塔塔儿）人。
脫因納开始随从忽必烈征讨乃颜，因功受上赏。元成宗大德七年（1303年），担任欽察衛親軍千戶所達魯花赤、武德將軍，賜金符。大德八年（1304年），改太僕少卿。大德十年（1306年），转任阿兒魯軍萬戶府達魯花赤，改为金虎符，進階懷遠大將軍。改任中奉大夫、太僕少卿，兼前職。元武宗至大二年（1309年），担任甘肅行尚書省參知政事、通奉大夫。至大四年（1311年），入朝太僕卿，升任正奉大夫。元仁宗皇慶元年（1312年），担任阿兒魯萬戶府襄陽漢軍達魯花赤，領太僕卿。延祐三年（1316年），拜資德大夫、甘肅行中書省右丞。元英宗至治二年（1322年），改任通政使，轉任會福院使，再任通政使。泰定帝致和元年（1328年），分院上都。
泰定帝死后，他倾向于拥立元武宗的儿子图帖睦尔（元文宗），八月，被在上都拥立元泰定帝之子元天顺帝的丞相倒剌沙所杀。内乱終結後，元文宗特贈脫因納为宣力守義功臣、榮祿大夫、上柱國、中書平章政事，追封冀國公，諡忠景。

## 家族
有子定童、只兒哈朗。定童襲父職，官至阿兒魯萬戶府襄陽萬戶府漢軍達魯花赤，佩金虎符，明威將軍。只兒哈朗，开始授欽察親軍千戶所達魯花赤，佩金符，武略將軍。改任朝列大夫、通政院副使，歷任同知，升为院使，官至中奉大夫。

## 延伸阅读
[在维基数据编辑]
 《元史/卷135》，出自宋濂《元史》
 《新元史/卷205》，出自柯劭忞《新元史》